# Nina Gopova
Nina Gopova-Trofimova, född den 4 maj 1953 i Novgorod, Ryssland, är en sovjetisk kanotist.
Hon tog OS-guld i K-2 500 meter i samband med de olympiska kanottävlingarna 1976 i Montréal.
Hon tog därefter OS-silver på samma distans i samband med de olympiska kanottävlingarna 1980 i Moskva.